# Hocking Valley Scenic Railway
| Ein Zug mit Lok 5833 im Hocking Valley |                      |                                          |                                          |
| Strecke der Hocking Valley Scenic Railway |                      |                                          |                                          |
| Streckenlänge: | 20 km                |                                          |                                          |
| Spurweite: | 1435 mm (Normalspur) |                                          |                                          |
| Maximale Neigung: | 1,2 ‰                |                                          |                                          |
| |                      |                                          |                                          |
| \| \| \| Logan Subdivision der CSX Transportation \| \| \| \| \| nach Columbus (Ohio) \| \| \| \| \| Gleisdreieck \| \| \| \| \| Beginn der Hocking Valley Scenic Railway \| \| \| \| 20,7 \| Logan \| 221 m ü. M. \| \| \| \| Oldtown Creek \| \| \| \| \| United Rentals \| \| \| \| \| Smead Manufacturing \| \| \| \| \| Lockheed Road \| \| \| \| 17,0 \| West Pond Ausweichstelle \| West Pond Ausweichstelle \| \| \| \| U.S. Route 33 \| \| \| \| 12,2 \| Haydenville \| 220 m ü. M. \| \| \| \| Hocking River (76 m) \| \| \| \| \| Hocking River (78 m) \| \| \| \| 2,5 \| Nelsonville \| 208 m ü- M. \| \| \| \| Gleisdreieck \| \| \| \| 1,2 \| Depot, Lokschuppen \| Depot, Lokschuppen \| \| \| \| Hocking River (75 m) \| \| \| \| 0,0 \| Strecke der Chesapeake and Ohio Railway \| Strecke der Chesapeake and Ohio Railway \| \| \| \| nach Athens (Ohio) \| \| \| \| \| \| \| \| Quellen: [1] \| \| \| \| |                      |                                          |                                          |
| |                      | Logan Subdivision der CSX Transportation |                                          |
| Strecke |                      | nach Columbus (Ohio)                     | nach Columbus (Ohio)                     |
| Abzweig geradeaus, nach links und von links |                      | Gleisdreieck                             | Gleisdreieck                             |
| Wechsel des Eisenbahninfrastrukturunternehmens |                      | Beginn der Hocking Valley Scenic Railway | Beginn der Hocking Valley Scenic Railway |
| Haltepunkt / Haltestelle | 20,7                 | Logan                                    | 221 m ü. M.                              |
| Brücke über Wasserlauf |                      | Oldtown Creek                            | Oldtown Creek                            |
| Abzweig geradeaus und von links |                      | United Rentals                           | United Rentals                           |
| Abzweig geradeaus und nach links |                      | Smead Manufacturing                      | Smead Manufacturing                      |
| Strecke mit Straßenbrücke |                      | Lockheed Road                            | Lockheed Road                            |
| Dienststation / Betriebs- oder Güterbahnhof | 17,0                 | West Pond Ausweichstelle                 | West Pond Ausweichstelle                 |
| Strecke mit Straßenbrücke |                      | U.S. Route 33                            | U.S. Route 33                            |
| Haltepunkt / Haltestelle | 12,2                 | Haydenville                              | 220 m ü. M.                              |
| Brücke über Wasserlauf |                      | Hocking River (76 m)                     | Hocking River (76 m)                     |
| Brücke über Wasserlauf |                      | Hocking River (78 m)                     | Hocking River (78 m)                     |
| Bahnhof | 2,5                  | Nelsonville                              | 208 m ü- M.                              |
| Abzweig geradeaus, nach links und von links |                      | Gleisdreieck                             | Gleisdreieck                             |
| Dienststation / Betriebs- oder Güterbahnhof | 1,2                  | Depot, Lokschuppen                       | Depot, Lokschuppen                       |
| Brücke über Wasserlauf |                      | Hocking River (75 m)                     | Hocking River (75 m)                     |
| | 0,0                  | Strecke der Chesapeake and Ohio Railway  | Strecke der Chesapeake and Ohio Railway  |
| Strecke (außer Betrieb) |                      | nach Athens (Ohio)                       | nach Athens (Ohio)                       |
| |                      |                                          |                                          |
| Quellen: |                      |                                          |                                          |

Die Hocking Valley Scenic Railway (HVSR) ist eine US-amerikanische gemeinnützige Eisenbahngesellschaft mit Sitz in Nelsonville (Ohio) und wird von Freiwilligen betrieben. Sie befährt eine 20 Kilometer lange Strecke der ehemaligen Hocking Valley Railway von Nelsonville nach Logan (Ohio) mit historischen Fahrzeugen. Sie befindet sich in der Nähe des Hocking Hills State Park im nahe gelegenen Hocking County.

## Geschichte
Am 14. April 1864 wurde die Mineral Rail Road gegründet, um eine Bahnstrecke von Columbus (Ohio) nach Athens (Ohio) zu bauen. 1867 wurde der Name in Columbus and Hocking Valley Railroad geändert. Der Bau begann jedoch erst Mitte 1867. Die Strecke wurde zum Abtransport von Salz und Kohle aus dem Hocking Valley erbaut. Der erste Zug erreichte Canal Winchester 1868. Im Jahr 1869 wurde ein regelmäßiger Personenverkehr nach Lancaster (Ohio) eingerichtet. Der erste Güterzug aus Nelsonville erreichte Columbus am 17. August 1869. Im August 1870 konnte dann Athens angefahren werden. Die C&HV wuchs weiter und wurde zur Columbus, Hocking Valley and Toledo Railway. 1899 erhielt sie ihren endgültigen Namen Hocking Valley Railway. Ihre Strecken wurden als „Buckeye Route“ und „Columbus' Railroad“ bekannt. Die HV war zu dieser Zeit die größte unabhängige Eisenbahngesellschaft im Bundesstaat Ohio und verband Toledo (Ohio) und den Eriesee mit den Städten Pomeroy und Gallipolis am Ohio River.
Im Mai 1930 wurde die Hocking Valley Railway in die Chesapeake and Ohio Railway eingegliedert und wurde zu deren Hocking Division. Der Personenverkehr auf den Strecken südlich von Columbus endete am 31. Dezember 1949, und viele Bahnhöfe wurden abgerissen. Erhalten blieben nur die Bahnhöfe von Prospect, Canal Winchester, Carroll, Haydenville und Wellston. Der Güterverkehr wurde im Laufe der Zeit eingestellt und die Strecke durch Nelsonville wurde schließlich in den frühen 1980er Jahren stillgelegt. Letztlich war Chessie System dann der Eigentümer der Strecke.
1972 wurde die Hocking Valley Scenic Railway gegründet und befuhr die Monday Creek Brach, eine kurze Strecke zwischen Nelsonville und Carbon Hill. Um nicht vom Schienennetz abgeschnitten zu werden, kaufte die HVSR die Strecke von Nelsonville nach Logan, ein Teil der C&O Armitage Subdivision. Die Geldmittel waren sehr knapp bemessen und so musste vor jeder Fahrsaison ein Kredit aufgenommen werden. Daraufhin wurde die Monday Creek-Linie aufgegeben. Seitdem ist die HVSR stetig gewachsen und hat sich zu einer der führenden Touristikbahnen in Ohio entwickelt. So konnten die Strecke und die zum Teil von 1917 stammenden Fahrzeuge saniert werden. Zielsetzung der Bahn ist es, an die Geschichte der Eisenbahn zu erinnern und sie zu erhalten.

## Gegenwart

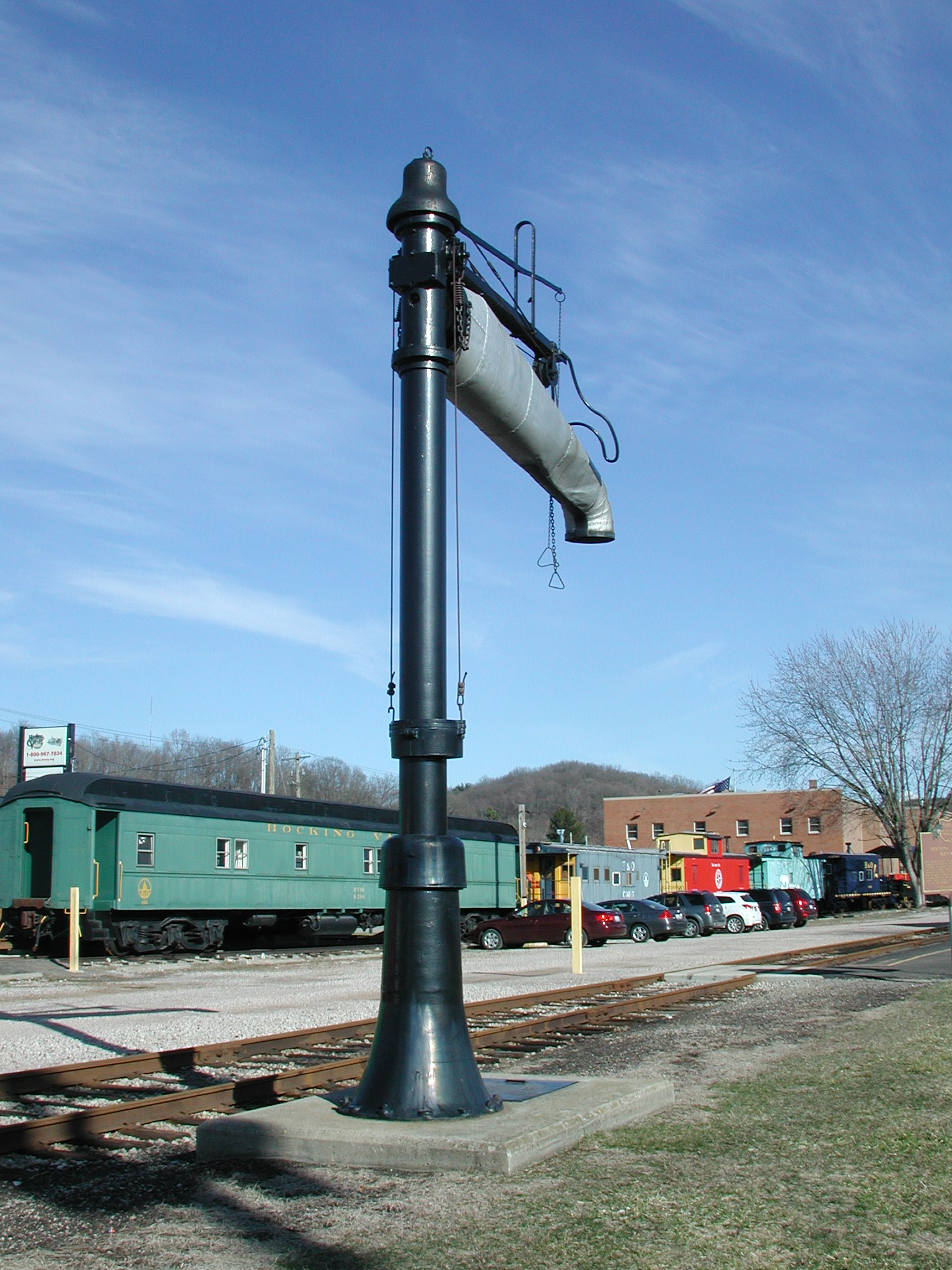
Wasserkran im Hocking Valley

Es werden Fahrzeuge aus den Jahren 1917 bis 1974 betrieben, darunter geschlossene, offene und klimatisierte Personenwagen. Die Diesellokomotiven stammen aus den Jahren 1945 bis 1974 und eine Dampflokomotive aus dem Jahr 1920. Die Züge befahren einen Teil der 145 Jahre alten Strecke, die einst Süd-Ohio mit Columbus und dem Eriesee verband. Während der Ausflugsfahrten durch das Hocking River Valley können eine alte Kanalschleuse des Hocking-Kanals und der ursprüngliche Bahnhof in Haydenville betrachtet werden.
Ausflugszüge
- Elegant Dinner Train – Dinner-Zug
- Hocking Valley Steam Train Special – Dampfzug
- Starbrick BBQ and Brew´s Express – BBQ-Zug
- Easter Bunny Train & Egg hunt – Oster-Zug
- Nelsonville East Logan Train Ride – Zug am Samstag und Sonntag zwischen dem Memorial Day und dem letzten Wochenende im Oktober.
- Noon Train to Haydenville – Mittagszug nach Haydenville
- Memorial Day Train – Zug am Memorial Day
- Ohios friendliest Train Robbery – Zug mit Raubüberfall
- All-Caboose Train Ride – Zugfahrt mit Cabooses und Fotohalten
- Fall Foliage Train Ride - Herbstzug
- Nelsonville Labor Day Train – Zug am Labor Day
- Nelsonville Halloween Train – Halloween-Zug
- Santa Train – Weihnachtszug
- New Years Eve Train & Fireworks – Neujahrszug mit Feuerwerk
- The Murder Mystery Dinner Train – mit Dinner und Schauspielern[5]

## Fahrzeuge
| Lokomotiven       |                           |         |                    | |      |
| Betriebs-Nr.      | Hersteller                | Baujahr | Achsfolge/Modell   | Bemerkung                                                                                               | Bild |
| Dampflokomotiven  |                           |         |                    | |      |
| 3                 | Baldwin Locomotive Works  | 1920    | 0-6-0              | Ehem. Ohio Power Company Nr. 3, wurde komplett restauriert und ist in Betrieb.                          |      |
| Diesellokomotiven |                           |         |                    | |      |
| 701               | Electro-Motive Division   | 1974    | GP10               | Ehem. Illinois Central Railroad GP9 Nr. 9307, ehem. Illinois Central Gulf GP10 Nr. 8307.                |      |
| 4005              | Baldwin Locomotive Works  | 1954    | RS-4-TC            | Ehem. United States Air Force Nr. 4005                                                                  |      |
| 5833              | Electro-Motive Division   | 1952    | GP7                | Ehem. Chesapeake and Ohio Railway Nr. 5833, ehem. Chicago South Shore and South Bend Railroad Nr. 1508. |      |
| 7318              | GE Transportation Systems | 1945    | 45 Tonnen Switcher | Ehem. United States Army Nr. 7318, wird restauriert.                                                    |      |
| 8122              | Geo D. Whitcomb Company   |         | 65DE19A            | Ehem. U.S. Army.                                                                                        |      |
| [ 6 ]             |                           |         |                    | |      |

### Personenwagen
- Ein kombinierter Gepäck- und Personenwagen (mit Kohleofen) der Baltimore and Ohio Railroad, von 1917.
- Drei Personenwagen der Chicago, Rock Island and Pacific Railroad, von 1923 und 1927.
- Ein Personenwagen der Baltimore & Ohio aus den 1930er Jahren
- Ein Personenwagen der Canadian Pacific Railroad
- Drei ehemalige Güterwagen, die zu offenen Personenwagen umgebaut wurden.